# أريو بايو
أريو بايو (بالإندونيسية: Ario Bayu)‏ هو ممثل إندونيسي، ولد في 6 فبراير 1985 بجاكرتا في إندونيسيا.

## وصلات خارجية
- أريو بايو على موقع IMDb (الإنجليزية)
- أريو بايو على موقع قاعدة بيانات الفيلم (الإنجليزية)